# 娜佳·彼得罗娃
娜杰日达·维克托罗芙娜·彼得罗娃（俄語：俄语：，1982年6月8日—），也叫娜佳·彼得罗娃、娜迪亚·佩特洛娃、佩特罗娃，俄羅斯前職業網球女運動員。
彼得罗娃最高單打排名為世界第三。2006年5月她在柏林德国网球公开赛决赛上战胜贾斯汀·海宁后获得此位。此外她于2003年和2005年两次在法国网球公开赛达到半决赛。

## 家庭生活
彼得罗娃出生于莫斯科。她的父母均是运动员，她父亲维克多是一名榜上有名的链球运动员，她的母亲娜杰日达·伊利英娜在1976年夏季奥林匹克运动会获得400米接力赛跑铜牌。她的父母退役后依然任教练。彼得罗娃小时候随父母去过世界上许多地方。最后她在埃及定居。

## 生涯

### 早年生涯
1998年彼得罗娃在法国公开赛上在青年组中获胜。同年她战胜耶莲娜·德门蒂耶娃获得橘子杯。1999年她在美国网球公开赛青年组中战胜里娜·卡拉斯诺罗茨卡亚。1998年5月她首次参加女子网球联合会比赛中的J&S杯。她赢得第一轮，但是在第二轮中失败。她还在莫斯科的克里姆林杯中首次击败了一名名列前20名的选手，伊娃·马约莉。1999年末她进入世界前100名。
2000年她达到澳大利亚网球公开赛的第三轮和邁阿密大師賽的四分之一决赛，在这次比赛上她战胜朱丽·德库吉斯，这是她首次战胜一名世界前十名的选手。赛期结束时她进入前50名。2001年她在法国公开赛和美国公开赛中均达到了第四轮，赛季结束时她列入第38名。2002年由于受伤她的成绩不佳，落出前100名。

### 2003年
2003年是彼得罗娃突破的一年。在当年的法国公开赛上她以世界第76名在半决赛上击败了前世界第一名莫妮卡·塞莱斯和珍妮佛·卡普里亚蒂，她是在法国公开赛上达到半决赛的名次第三低的选手。赛后她的名次提高到第30名。她在奥迪纳公开赛、苏黎世公开赛和费城公开赛上均达到半决赛，两次败给贾斯汀·海宁。她在进入加拿大大师赛的第三轮后首次进入世界前20名。赛期末她达到了第12名。在这一年中她在林茨锦标赛中首次达到了女子网球联合会比赛的决赛，最后以7-5和6-4败给杉山愛。

### 2004年
2004年彼得罗娃继续她的成绩。在世界级澳洲女子网球赛上她又一次到达决赛，以1-6、6-1和6-4再次输给杉山爱。在澳大利亚网球公开赛上她在第一轮输了。
2004年3月她在迈阿密大使赛上达到半决赛，从而达到世界第九名。
在美国公开赛上她在第四轮以6-3和6-2战胜贾斯汀·海宁，当时海宁是世界第一名。这是彼得罗娃第一次战胜在位的世界第一。在四分之一决赛中她以7-6和6-3输给了斯韦特兰娜·库兹涅佐娃。在赛期末时她保持了前一年的第12名位置。

### 2005年
2005年赛季她开始得不佳，在澳洲女子网球赛和悉尼的国际公开赛上她在四分之一决赛上就被淘汰了，在澳大利亚公开赛上她在第四轮中输给塞雷娜·威廉姆斯。在法国公开赛的半决赛输给了阿梅莉·毛瑞斯莫，在印第安威尔斯大师赛的第四轮上输给了玛丽·皮尔斯。
在五月的德国公开赛上彼得罗娃再次达到决赛，但是败在贾斯汀·海宁手下。通过这次赛事她回到世界第九名，并保持这个名次至2007年5月。
在法国公开赛上她仅达到半决赛，但是她的排名提高到第八名。在温布尔登她达到四分之一决赛，此后她在洛杉矶、多伦多、美国公开赛、卢森堡和保时捷大奖赛她均达到四分之一决赛。
在曼谷公开赛中她在决赛输给了妮科萊·韋迪紹娃。两周后她终于在奥地利林茨赢得了一次决赛。
她的这次成功使她可以参加在美国洛杉矶的WTA巡回赛总决赛。她败给林赛·达文波特和帕蒂·施妮德，但是战胜了玛丽亚·莎拉波娃。

### 2006年
彼得罗娃达到了ASB精英赛的半决赛，败在玛丽恩·巴托莉手下。在悉尼的比赛中她在四分之一决赛退出。在澳大利亚公开赛上她在四分之一决赛败给玛丽亚·莎拉波娃。在法国公开赛上她进入四分之一决赛和安特卫普的安特卫普宝石大奖赛上进入半决赛。在迪拜网球锦标赛上她在第一轮被玛丽亚·基里连科淘汰。
在多哈的卡塔尔多哈公开赛彼得罗娃获得了第二名。这个成就使她上升到第七名。在迈阿密大师赛上她到达四分之一决赛。
在阿米莉亚岛彼得罗娃开始了她的胜利之旅，连续赢得了15次比赛，直到她达到世界第三名位置。她在决赛战胜了弗朗西斯卡·斯齐亚沃尼。一个星期后她赢得了家庭成员杯，在决赛中战胜帕蒂·施妮德。这是她首次赢得一级比赛，使得她进入世界前五名。在柏林的德国公开赛上她再次赢得了一次一级比赛，在决赛中她战胜贾斯汀·海宁。随着这次胜利她上升到世界第三名。
但是5月30日彼得罗娃在法国公开赛的第一轮就被森上亚希子击败了。其原因可能是彼得罗娃在比赛前训练时脚裸受伤。她退出温布尔登，在美国公开赛上她没有赢得一场比赛。在北京的中国网球公开赛上她在四分之一决赛上被耶莲娜·扬科维奇击败。
在斯图加特的保时捷大奖赛上彼得罗娃终于又赢得了比赛胜利，最后在决赛中被塔提安娜·戈洛文击败。这使得她回到前五名。在莫斯科的克里姆林杯上她在决赛被安娜·查克维塔泽击败。
她养伤一个星期后彼得罗娃在林茨在决赛中败给玛丽亚·莎拉波娃。在11月在马德里举行的WTA巡回赛总决赛她两负一胜，未能进入半决赛。年末她列世界第六名。

### 2007年
彼得罗娃与德米特里·图尔苏诺夫联手代表俄罗斯参加在澳大利亚珀斯举行的霍普曼杯，该赛事从2006年12月30日至2007年1月5日进行。最后俄罗斯战胜西班牙获胜。
在悉尼她在第一轮中就败给阿娜·伊万诺维奇。在澳大利亚公开赛上她进进入第三轮，被塞雷娜·威廉姆斯击败。
在法国公开赛上她赢得决赛。在安特卫普宝石大奖赛上她在四分之一决赛上败给安娜·查克维塔泽。
在印第安威尔斯大师赛上她在第四轮被塔提安娜·戈洛文淘汰。
在邁阿密大師賽上她在四分之一决赛中败给贾斯汀·海宁，在阿米莉亚岛她在决赛中输给塔提安娜·戈洛文。
她参加俄罗斯队参加联合会杯。在对西班牙队的比赛中她在单打战胜梅蒂娜·加里奎斯。本来计划让她再打一局，但是后来没有实现。
在波兰华沙她在第二轮被意大利选手玛拉·桑坦格罗淘汰。
在柏林的德国公开赛上她未能保住她的冠军，被斯韦特兰娜·库兹涅佐娃击败。在罗马市的罗马大师赛上她在第三轮放弃。
在法国公开赛上她在第一轮就被淘汰，赛后她说迫使她放弃罗马大师赛的背痛依然在折磨她。
在国际女子公开赛上她进入半决赛，在对阿梅莉·毛瑞斯莫第一轮失利后放弃。但是这次比赛使得她回到世界前十名。
在温布尔登网球锦标赛上她在前两局中没有遇到多少困难。在第四轮中她被阿娜·伊万诺维奇击败。
7月14日和15日在对美国的联合会杯赛上她为俄罗斯队的胜利起了决定性作用。在14日她对维纳斯·威廉姆斯败北，但是次日她在单打中战胜涂美伦，又与艾伦娜·鲍文娜一起在双打中击败威廉姆斯和利莎·雷蒙德。
在美国聖地牙哥的阿库拉精英赛中她在第三轮被帕蒂·施妮德淘汰。
在美国公开赛上她在第三轮被淘汰，这意味着这是2002年以来她第一次未能达到所有重要比赛的第四轮。
在卢森堡锦标赛中她在一开始就被淘汰，在斯图加特她在四分之一决赛中放弃。
她本来打算参加林茨的比赛，但是由于她左腰的伤未能参加。年末她列世界第14名。

### 双打
彼得罗娃在双打中也很成功，她达到双打世界第三名的排列。她一共赢得12次双打冠军，其中八次是与梅干·肖内塞搭伴，其中包括2004年赢得WTA巡回赛总决赛。此外她在双打中赢得过且过克里姆林杯、迈阿密大师赛、德国公开赛、罗马大师赛和加拿大大师赛冠军，除在加拿大外均与肖内塞搭伴。

## 外部連結
- 彼得罗娃的官方個人網頁（俄語）
- 彼得罗娃的官方個人網頁（英語）
- 官方网站
- 娜佳·彼得罗娃的国际女子网球协会官方資料（英文）
- 娜佳·彼得罗娃的國際網球總會 職業／青少年 官方資料（英文）
- Fed Cup - Player profile - Nadia PETROVA (RUS) （页面存档备份，存于）

| 獎項            | 獎項                 | 獎項            |
| --------------- | -------------------- | --------------- |
| 前任： 漢圖霍娃 | WTA最佳進步獎 2003年 | 繼任： 莎拉波娃 |